# Vittorio Amedeo di Anhalt-Bernburg
Vittorio Amedeo di Anhalt-Bernburg (Harzgerode, 6 ottobre 1634 – Bernburg, 14 febbraio 1718) è stato principe di Anhalt-Bernburg dal 1656 al 1718.

## Biografia
Vittorio Amedeo era figlio del principe Cristiano II e di sua moglie, la principessa Eleonora Sofia di Schleswig-Holstein-Sonderburg.
Il 4 aprile 1649, con la morte del fratello maggiore Earthling (Ermanno Gedeone), divenne principe ereditario della casata e nel 1656 succedette al padre nel principato di Anhalt-Bernburg. Quattro anni più tardi, nel 1660, morì anche l'ultimo fratello maschio sopravvissuto, Carlo Ursino.
Il 16 ottobre del 1667 sposò a Meißenheim la contessa palatina Elisabetta, figlia di Federico del Palatinato-Zweibrücken, dalla quale ebbe i seguenti figli:
- Carlo Federico (1668-1721) sposò la contessa Sofia Albertina di Solms-Sonnenwalde e poi Guglielmina Carlotta Nüssler
- Lebrecht (1669-1727) sposò Carlotta di Nassau-Dillenburg-Schaumburg e poi la baronessa Eberardina di Weede e in terze nozze Sofia Sibilla di Ingersleben
- Sofia Giuliana (1672-1674)
- Giovanni Giorgio (1674-1691)
- Cristiano (1675-1676)
- Un figlio maschio di cui non ci è giunto il nome (nato e morto nel 1677)

Dopo la morte della moglie, deceduta nel tentativo di dare alla luce il sesto figlio della coppia, Vittorio Amedeo rimase vedovo per i successivi suoi quarantuno anni di vita.

## Ascendenza
|                                                      |                                    |                                               | Genitori                                        |  |  | Nonni |  |  | Bisnonni                             |  |  | Trisnonni                                |  |
|                                                      |                                    |                                               |                                                 |  |  |       |  |  | 8. Joachim Ernst, principe di Anhalt |  |  | 16. Johann IV, principe di Anhalt-Zerbst |  |
|                                                      |                                    |                                               |                                                 |  |  |       |  |  | 8. Joachim Ernst, principe di Anhalt |  |  | 16. Johann IV, principe di Anhalt-Zerbst |  |
|                                                      |                                    | 17. Margareta von Brandenburg                 |                                                 |  |  |       |  |  | 8. Joachim Ernst, principe di Anhalt |  |  |                                          |  |
| 4. Christian I, principe di Anhalt-Bernburg          |                                    |                                               |                                                 |  |  |       |  |  | 8. Joachim Ernst, principe di Anhalt |  |  |                                          |  |
|                                                      |                                    | 9. Agnes von Barby-Mühlingen                  | 18. Wolfgang I, conte di Barby-Mühlingen        |  |  |       |  |  |                                      |  |  |                                          |  |
|                                                      |                                    | 9. Agnes von Barby-Mühlingen                  | 18. Wolfgang I, conte di Barby-Mühlingen        |  |  |       |  |  |                                      |  |  |                                          |  |
|                                                      |                                    | 9. Agnes von Barby-Mühlingen                  | 19. Agnes von Mansfeld                          |  |  |       |  |  |                                      |  |  |                                          |  |
| 2. Christian II, principe di Anhalt-Bernburg         |                                    | 9. Agnes von Barby-Mühlingen                  |                                                 |  |  |       |  |  |                                      |  |  |                                          |  |
|                                                      |                                    | 10. Arnold III, conte di Bentheim-Tecklenburg | 20. Eberwin III, conte di Bentheim-Steinfurt    |  |  |       |  |  |                                      |  |  |                                          |  |
|                                                      |                                    | 10. Arnold III, conte di Bentheim-Tecklenburg | 20. Eberwin III, conte di Bentheim-Steinfurt    |  |  |       |  |  |                                      |  |  |                                          |  |
|                                                      |                                    | 10. Arnold III, conte di Bentheim-Tecklenburg | 21. Anna von Tecklenburg-Schwerin               |  |  |       |  |  |                                      |  |  |                                          |  |
| 5. Anna von Bentheim-Tecklenburg                     |                                    | 10. Arnold III, conte di Bentheim-Tecklenburg |                                                 |  |  |       |  |  |                                      |  |  |                                          |  |
|                                                      |                                    | 11. Magdalena von Neuenahr-Alpen              | 22. Gumprecht II, conte di Neuenahr-Alpen       |  |  |       |  |  |                                      |  |  |                                          |  |
|                                                      |                                    | 11. Magdalena von Neuenahr-Alpen              | 22. Gumprecht II, conte di Neuenahr-Alpen       |  |  |       |  |  |                                      |  |  |                                          |  |
|                                                      |                                    | 11. Magdalena von Neuenahr-Alpen              | 23. Amöna von Daun-Falkenstein                  |  |  |       |  |  |                                      |  |  |                                          |  |
| 1. Viktor I Amadeus, principe di Anhalt-Bernburg     |                                    | 11. Magdalena von Neuenahr-Alpen              |                                                 |  |  |       |  |  |                                      |  |  |                                          |  |
|                                                      | 12. Christian III, re di Danimarca | 24. Frederik I, re di Danimarca               |                                                 |  |  |       |  |  |                                      |  |  |                                          |  |
|                                                      | 12. Christian III, re di Danimarca | 24. Frederik I, re di Danimarca               |                                                 |  |  |       |  |  |                                      |  |  |                                          |  |
|                                                      | 12. Christian III, re di Danimarca | 25. Anna von Brandenburg                      |                                                 |  |  |       |  |  |                                      |  |  |                                          |  |
| 6. Johann, duca di Schleswig-Holstein-Sonderburg     | 12. Christian III, re di Danimarca |                                               |                                                 |  |  |       |  |  |                                      |  |  |                                          |  |
|                                                      |                                    | 13. Dorothea von Sachsen-Lauenburg            | 26. Magnus I, duca di Sassonia-Lauenburg        |  |  |       |  |  |                                      |  |  |                                          |  |
|                                                      |                                    | 13. Dorothea von Sachsen-Lauenburg            | 26. Magnus I, duca di Sassonia-Lauenburg        |  |  |       |  |  |                                      |  |  |                                          |  |
|                                                      |                                    | 13. Dorothea von Sachsen-Lauenburg            | 27. Katharina von Braunschweig-Wolfenbüttel     |  |  |       |  |  |                                      |  |  |                                          |  |
| 3. Eleonore Sophie von Schleswig-Holstein-Sonderburg |                                    | 13. Dorothea von Sachsen-Lauenburg            |                                                 |  |  |       |  |  |                                      |  |  |                                          |  |
|                                                      |                                    | 14. Joachim Ernst, principe di Anhalt (= 8)   | 28. Johann IV, principe di Anhalt-Zerbst (= 16) |  |  |       |  |  |                                      |  |  |                                          |  |
|                                                      |                                    | 14. Joachim Ernst, principe di Anhalt (= 8)   | 28. Johann IV, principe di Anhalt-Zerbst (= 16) |  |  |       |  |  |                                      |  |  |                                          |  |
|                                                      |                                    | 14. Joachim Ernst, principe di Anhalt (= 8)   | 29. Margareta von Brandenburg (= 17)            |  |  |       |  |  |                                      |  |  |                                          |  |
| 7. Agnes Hedwig von Anhalt                           |                                    | 14. Joachim Ernst, principe di Anhalt (= 8)   |                                                 |  |  |       |  |  |                                      |  |  |                                          |  |
|                                                      |                                    | 15. Eleonore von Württemberg                  | 30. Christoph, duca del Württemberg             |  |  |       |  |  |                                      |  |  |                                          |  |
|                                                      |                                    | 15. Eleonore von Württemberg                  | 30. Christoph, duca del Württemberg             |  |  |       |  |  |                                      |  |  |                                          |  |
|                                                      |                                    | 15. Eleonore von Württemberg                  | 31. Anna Maria von Brandenburg-Ansbach          |  |  |       |  |  |                                      |  |  |                                          |  |
|                                                      |                                    | 15. Eleonore von Württemberg                  |                                                 |  |  |       |  |  |                                      |  |  |                                          |  |